# Muhammad Taj
Muhammad Taj (ur. 10 grudnia 1943 w Rangpurze) – pakistański zapaśnik walczący w stylu wolnym. Olimpijczyk z Meksyku 1968, gdzie zajął trzynaste miejsce w kategorii do 70 kg.

## Letnie Igrzyska Olimpijskie 1968
| Konkurencja      | Rundy eliminacyjne        | Rundy eliminacyjne          | Rundy eliminacyjne   | Klas. końcowa |
| Konkurencja      | Przeciwnik I              | Przeciwnik II               | Przeciwnik III       | Miejsce       |
| ---------------- | ------------------------- | --------------------------- | -------------------- | ------------- |
| 70 kg styl wolny | Stefanos Joanidis (GRE) Z | Seyyit Ahmet Ağralı (TUR) P | Enju Wyłczew (BGR) P | 13.           |